# Eschhofen

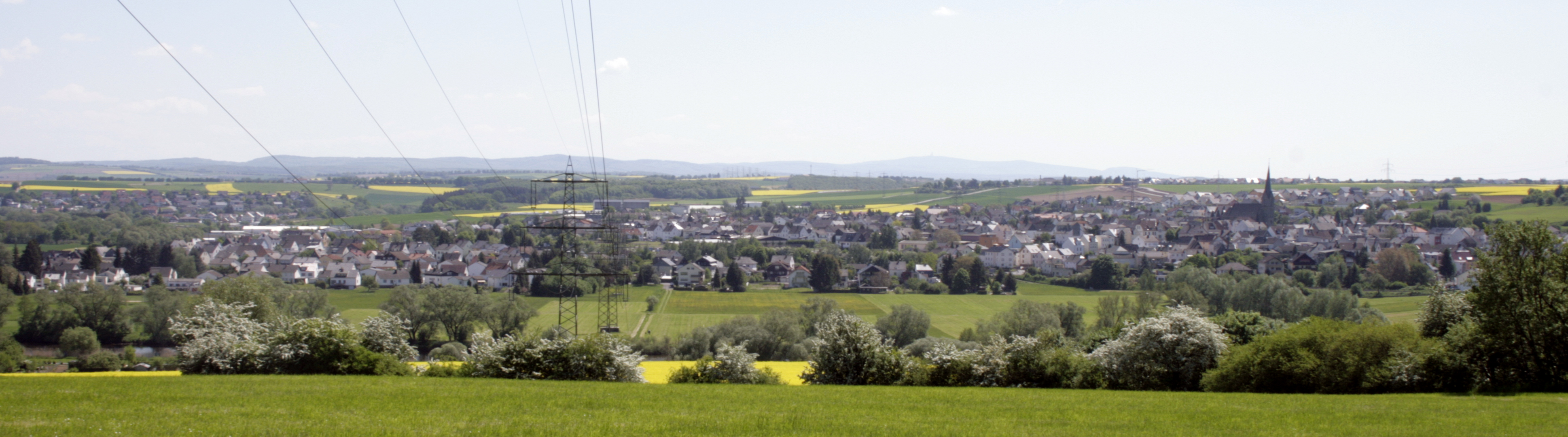
Eschhofen, von Dietkirchen (Norden) aus gesehen. Im Hintergrund der Taunus (Östlicher Hintertaunus) mit der Feldberg-Langhals-Pferdskopf-Scholle

Eschhofen ist ein Stadtteil der Kreisstadt Limburg an der Lahn im mittelhessischen Landkreis Limburg-Weilburg. Er liegt zwei Kilometer östlich von der Kernstadt Limburg.

## Geographie
Die Lahn fließt westlich an Eschhofen vorbei und bildet dort auch die Gemarkungsgrenze. Südlich und westlich des Orts verlaufen die A3 (über die Lahntalbrücke Limburg), die Bundesstraße 8 sowie die ICE-Strecke Frankfurt-Köln (über die Lahntalbrücke).
Der Ort selbst liegt etwa auf 110 Metern Höhe am Rand der Niederung der Emsbach-Mündung in die Lahn. Rundherum steigt das Gelände auf bis zu 137 Meter im Nordteil und 185 Meter im Südteil der Gemarkung an. Ein kleinerer Teil des Ennericher Waldes liegt im Norden auf Eschhöfer Gemarkung, das gesamte Linterer Wäldchen ebenso im Süden.
Die Eschhöfer Gemarkung verläuft schlauchförmig von Südwest nach Nordost. Im Norden grenzt sie an Dehrn und weiter im Uhrzeigersinn an Ennerich, Lindenholzhausen, Linter, die Kernstadt Limburg und Dietkirchen.

## Geschichte

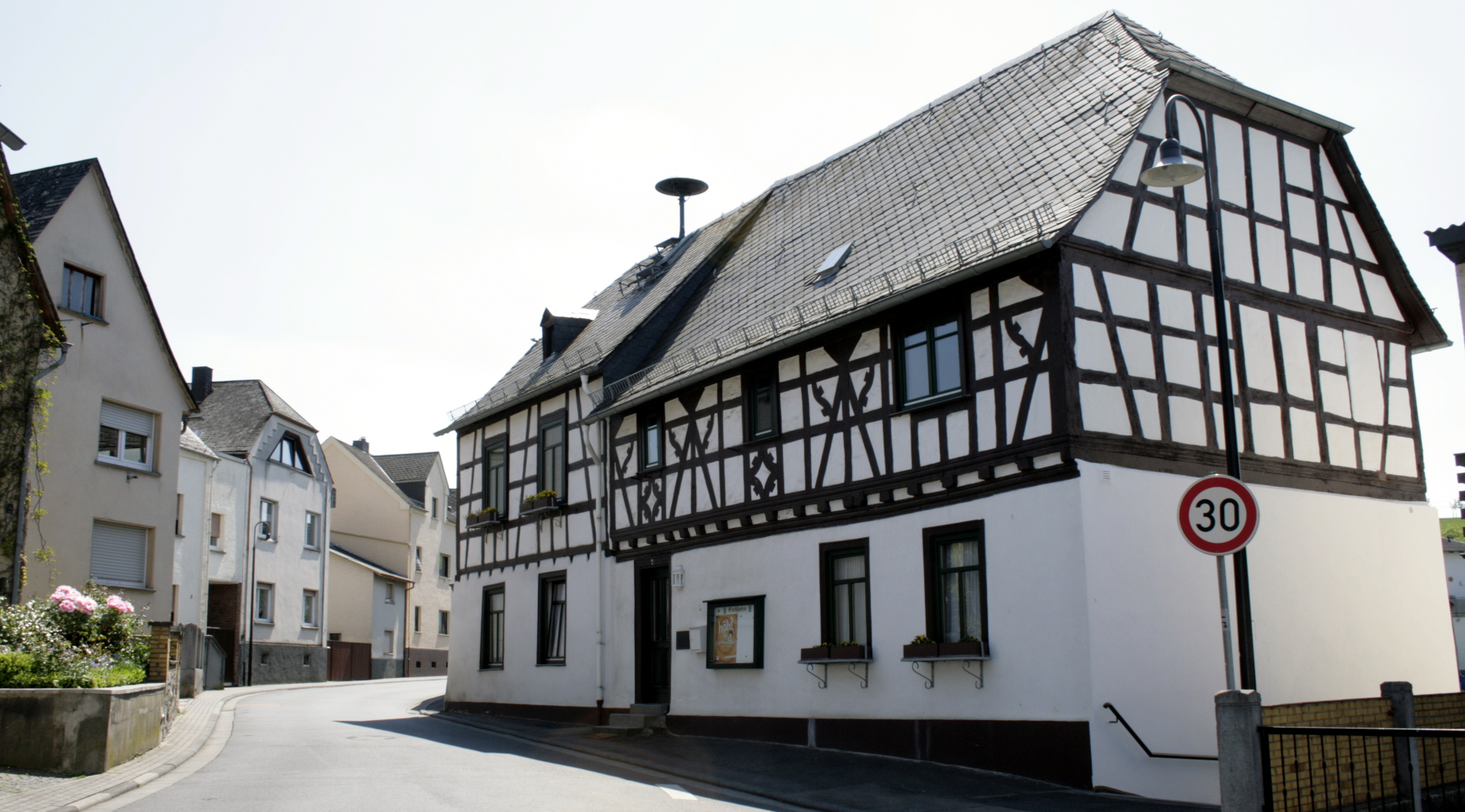
Das ehemalige Rathaus, heute zeitweilig Außenstelle der Stadtverwaltung

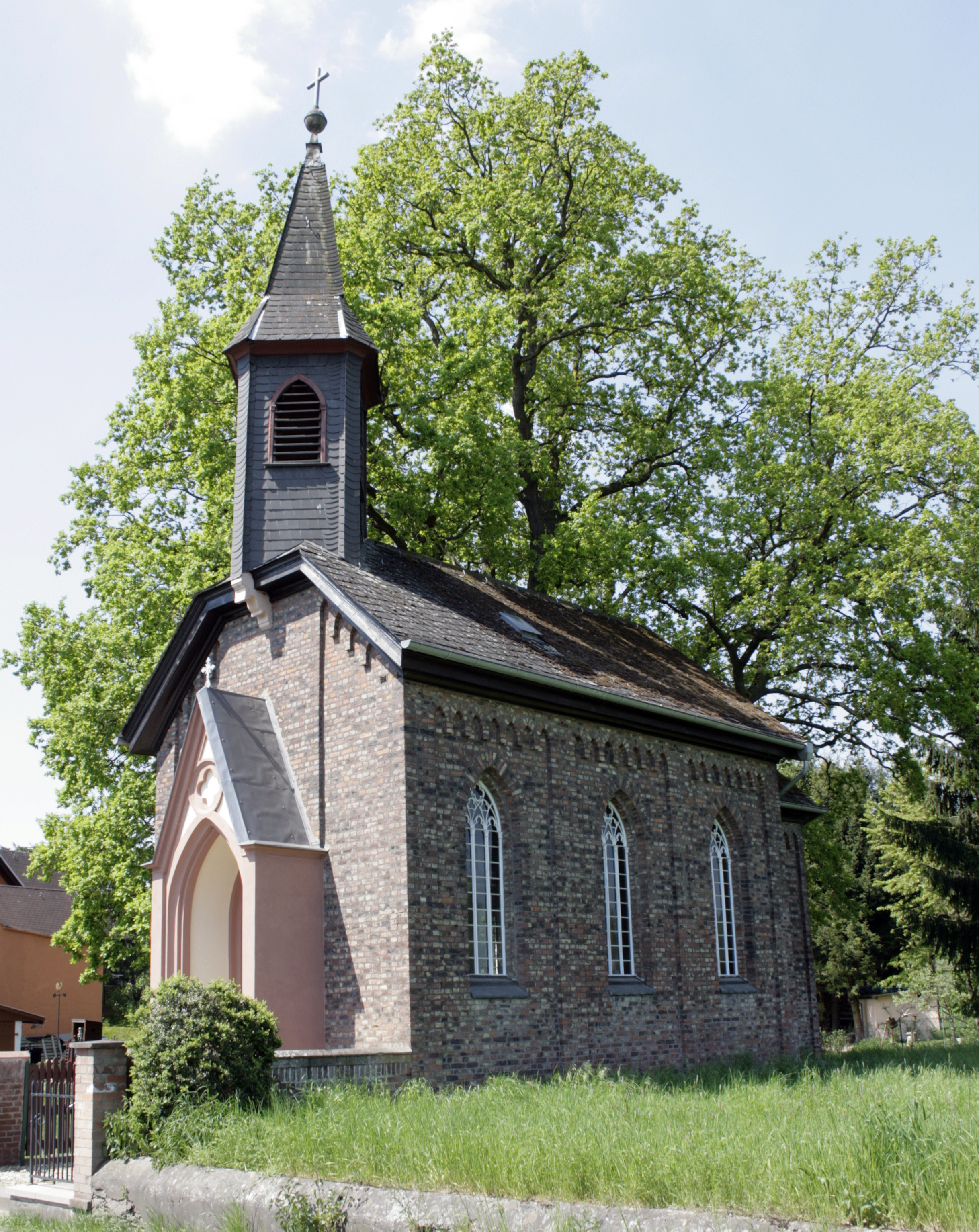
Anna-Kapelle im ehemaligen Ortsteil Mühlen

### Ortsgeschichte
Die ältesten Funde aus der Bandkeramik-Kultur nahe Eschhofen werden auf 2500 v. Chr. datiert.
Das heutige Eschhofen besteht aus dem alten Ort gleichen Namens und dem früher nördlich benachbarten Mühlen, das unmittelbar in der Mündungsniederung des Emstals liegt. Im Jahr 1938 wurde Mühlen eingemeindet und ist heute im Ortsbild nicht mehr als eigenständige Siedlung zu erkennen. Dort steht die St.-Anna-Kapelle, die von Zeit zu Zeit noch genutzt wird. Frühere Siedlungen in der Gemarkung waren Mailstadt und Eppenau, die beide im Mittelalter wüst gefallen sind. Heute erinnern nur noch die Mailstädter Straße sowie der Flurname Eppenau an sie.
Eschhofen und Mühlen wurden 1279 erstmals erwähnt. Als Entstehungszeitraum für Eschhofen wird etwa das Jahr 500 angenommen. Vermutlich spielte dabei eine fränkische Heerstraße eine Rolle, die bei Dietkirchen durch eine Furt die Lahn querte. Keimzelle des Orts war eine burgenartige Anlage, von der heute nur noch der Straßenname „Burgstraße“ geblieben ist. Nachdem im 13. Jahrhundert die Limburger Lahnbrücke errichtet wurde, verloren die Furt und damit die Streckenführung über Eschhofen sowie der Ort selbst an Bedeutung. Mühlen bildete sich um eine Mühle des Klosters Marienstatt.
Um 1700 wurde ein Gemeinschaftsgebäude errichtet, das als Schule, Backhaus und Amtssitz des Bürgermeisters diente. Eschhofen gehörte lange Zeit zur Pfarrei Dietkirchen. Erst 1840 erhielt es eine selbstständige Pfarrei. Nachdem 1862 die Eisenbahnstrecke Gießen–Koblenz und 1875 Limburg–Frankfurt angelegt wurde, bekam Eschhofen einen Bahnhof.
Die ersten Anordnungen der Verhütung eines Brandes im Zusammenhang mit häuslichen Feuerstätten in Textform im Kurfürstentum Trier vom 9. Mai 1721 führten auch in Eschhofen zu erheblichen Verbesserungen der Bauweise der Gebäude.
Als in den letzten Tagen des Zweiten Weltkriegs die Autobahnbrücke über die Lahn gesprengt wurde und die Trümmer den Fluss aufstauten, standen Teile des Orts, insbesondere das frühere Mühlen, für mehrere Wochen unter Wasser.
Im Jahr 1982 wurde die Sporthalle eingeweiht und 1994 die Freiluft-Sportanlage.
Hessische Gebietsreform (1970–1977)
Im Zuge der Gebietsreform in Hessen wurde die bis dahin selbständige Gemeinde Eschhofen zum 1. Juli 1974 kraft Landesgesetz in die Kreisstadt Limburg eingemeindet.
Für Eschhofen, wie für alle Stadtteile von Limburg, wurde ein Ortsbezirk eingerichtet.

### Verwaltungsgeschichte im Überblick
Die folgende Liste zeigt die Staaten und Verwaltungseinheiten, denen Eschhofen angehört(e):
- vor 1803: Heiliges Römisches Reich, Kurfürstentum Trier, Unteres Erzstift, Amt Limburg, Gericht Lindenholzhausen
- ab 1803: Heiliges Römisches Reich, Fürstentum Nassau-Weilburg,[Anm. 2] Amt Limburg
- ab 1806: Herzogtum Nassau, Amt Limburg
- ab 1849: Herzogtum Nassau, Kreisamt Limburg[Anm. 3]
- ab 1854: Herzogtum Nassau, Amt Limburg
- ab 1867: Norddeutscher Bund, Königreich Preußen, Provinz Hessen-Nassau, Regierungsbezirk Wiesbaden, Unterlahnkreis[Anm. 4]
- ab 1871: Deutsches Reich, Königreich Preußen, Provinz Hessen-Nassau, Regierungsbezirk Wiesbaden, Unterlahnkreis
- ab 1886: Deutsches Reich, Königreich Preußen, Provinz Hessen-Nassau, Regierungsbezirk Wiesbaden, Kreis Limburg
- ab 1918: Deutsches Reich, Freistaat Preußen, Provinz Hessen-Nassau, Regierungsbezirk Wiesbaden, Kreis Limburg
- ab 1944: Deutsches Reich, Freistaat Preußen, Provinz Nassau, Landkreis Limburg
- ab 1945: Deutsches Reich, Amerikanische Besatzungszone, Groß-Hessen, Regierungsbezirk Wiesbaden, Landkreis Limburg
- ab 1946: Deutsches Reich, Amerikanische Besatzungszone, Hessen, Regierungsbezirk Wiesbaden, Landkreis Limburg
- ab 1949: Bundesrepublik Deutschland, Regierungsbezirk Wiesbaden, Landkreis Limburg
- ab 1968: Bundesrepublik Deutschland, Hessen, Regierungsbezirk Darmstadt, Landkreis Limburg
- ab 1971: Bundesrepublik Deutschland, Hessen, Regierungsbezirk Darmstadt, Landkreis Limburg, Stadt Limburg
- ab 1974: Bundesrepublik Deutschland, Hessen, Regierungsbezirk Darmstadt, Landkreis Limburg-Weilburg, Stadt Limburg
- ab 1981: Bundesrepublik Deutschland, Hessen, Regierungsbezirk Gießen, Landkreis Limburg-Weilburg, Stadt Limburg

## Bevölkerung
Einwohnerentwicklung
| Eschhofen: Einwohnerzahlen von 1834 bis 2020 | Eschhofen: Einwohnerzahlen von 1834 bis 2020 | Eschhofen: Einwohnerzahlen von 1834 bis 2020 | Eschhofen: Einwohnerzahlen von 1834 bis 2020 | Eschhofen: Einwohnerzahlen von 1834 bis 2020 |
| --- | -------------------------------------------- | -------------------------------------------- | -------------------------------------------- | -------------------------------------------- |
| Jahr |                                              |                                              |                                              | Einwohner                                    |
| 1834 | 1834                                         |                                              | 489                                          | 489                                          |
| 1840 | 1840                                         |                                              | 551                                          | 551                                          |
| 1846 | 1846                                         |                                              | 599                                          | 599                                          |
| 1852 | 1852                                         |                                              | 680                                          | 680                                          |
| 1858 | 1858                                         |                                              | 717                                          | 717                                          |
| 1864 | 1864                                         |                                              | 838                                          | 838                                          |
| 1871 | 1871                                         |                                              | 862                                          | 862                                          |
| 1875 | 1875                                         |                                              | 860                                          | 860                                          |
| 1885 | 1885                                         |                                              | 865                                          | 865                                          |
| 1895 | 1895                                         |                                              | 879                                          | 879                                          |
| 1905 | 1905                                         |                                              | 1.097                                        | 1.097                                        |
| 1910 | 1910                                         |                                              | 1.223                                        | 1.223                                        |
| 1925 | 1925                                         |                                              | 1.309                                        | 1.309                                        |
| 1939 | 1939                                         |                                              | 1.479                                        | 1.479                                        |
| 1946 | 1946                                         |                                              | 1.745                                        | 1.745                                        |
| 1950 | 1950                                         |                                              | 1.891                                        | 1.891                                        |
| 1956 | 1956                                         |                                              | 1.945                                        | 1.945                                        |
| 1961 | 1961                                         |                                              | 2.103                                        | 2.103                                        |
| 1967 | 1967                                         |                                              | 2.337                                        | 2.337                                        |
| 1970 | 1970                                         |                                              | 2.350                                        | 2.350                                        |
| 1974 | 1974                                         |                                              | 2.356                                        | 2.356                                        |
| 1987 | 1987                                         |                                              | 2.531                                        | 2.531                                        |
| 1994 | 1994                                         |                                              | 2.753                                        | 2.753                                        |
| 2011 | 2011                                         |                                              | 2.694                                        | 2.694                                        |
| 2014 | 2014                                         |                                              | 2.788                                        | 2.788                                        |
| 2020 | 2020                                         |                                              | 2.789                                        | 2.789                                        |
| Datenquelle: Historisches Gemeindeverzeichnis für Hessen: Die Bevölkerung der Gemeinden 1834 bis 1967. Wiesbaden: Hessisches Statistisches Landesamt, 1968. Weitere Quellen: LAGIS; Stadt Limburg; Zensus 2011 |                                              |                                              |                                              |                                              |

Einwohnerstruktur 2011
Nach den Erhebungen des Zensus 2011 lebten am Stichtag, dem 9. Mai 2011, in Eschhofen 2694 Einwohner. Darunter waren 177 (6,6 %) Ausländer.
Nach dem Lebensalter waren 489 Einwohner unter 18 Jahren, 1152 zwischen 18 und 49, 555 zwischen 50 und 64 und 501 Einwohner waren älter.
Die Einwohner lebten in 1191 Haushalten. Davon waren 378 Singlehaushalte, 336 Paare ohne Kinder und 357 Paare mit Kindern, sowie 90 Alleinerziehende und 27 Wohngemeinschaften. In 252 Haushalten lebten ausschließlich Senioren und in 378 Haushaltungen lebten keine Senioren.
Historische Religionszugehörigkeit
| • 1885: | 027 evangelische (= 4,15 %), 624 katholische (= 95,85 %) Einwohner  |
| • 1961: | 202 evangelische (= 9,61 %), 1889 katholische (= 89,82 %) Einwohner |

## Politik
Die Kommunalwahlen in Hessen lieferten folgendes Ergebnis für den Ortsbeirat Eschhofen:
| Parteien und Wählergemeinschaften | Parteien und Wählergemeinschaften           | % 2021 | Sitze 2021 | % 2016 | Sitze 2016 | % 2011 | Sitze 2011 | % 2006 | Sitze 2006 |
| --------------------------------- | ------------------------------------------- | ------ | ---------- | ------ | ---------- | ------ | ---------- | ------ | ---------- |
| CDU                               | Christlich Demokratische Union Deutschlands | 36,2   | 3          | 38,5   | 4          | 45,2   | 4          | 53,5   | 5          |
| SPD                               | Sozialdemokratische Partei Deutschlands     | 40,6   | 4          | 46,6   | 4          | 32,6   | 3          | 14,5   | 1          |
| GRÜNE                             | Bündnis 90/Die Grünen                       | -      | -          | –      | –          | –      | –          | 10,0   | 1          |
| LINKE                             | Die Linke                                   | -      | -          | –      | –          | 2,2    | 0          | –      | –          |
| FWG                               | Freie Wählergemeinschaft Eschhofen          | 23,2   | 2          | 14,9   | 1          | 19,9   | 2          | 22,0   | 2          |
| Gesamt                            | Gesamt                                      | 100,0  | 9          | 100,0  | 9          | 100,0  | 9          | 100,0  | 9          |
| Wahlbeteiligung in %              | Wahlbeteiligung in %                        | 61,7   | 61,7       | 59,7   | 59,7       | 50,7   | 50,7       | 47,2   | 47,2       |

### Ortsbeirat
Nach der Kommunalwahl in Hessen 2021 wurde Ulrike Jung (SPD) zur neuen Ortsvorsteherin gewählt. Stellvertretender Ortsvorsteher ist Thomas Bendel (FWG Eschhofen).
Bei den Kommunalwahlen 2021 verlor die SPD gegenüber 2016 zwar 6 % an Stimmen, behauptete aber ihre vier Plätze im Ortsbeirat. Die CDU verlor gegenüber 2016 2,3 % und einen auf jetzt drei Sitze. Die FWG konnte ihr Ergebnis gegenüber 2016 um 8,3 % erhöhen und verdoppelt ihre Sitze von einem auf jetzt zwei. Die Wahlbeteiligung stieg von 59,7 % auf 61,7 %.

### Wappen
Zu sehen ist eine Esche, von denen damals viele in den angrenzenden Lahnauen standen, weshalb der blaue Hintergrund des Wappens auch die Lahn symbolisiert. Auch wenn einige Personen meinen, dass die Esche dem Ort seinen Namen gab, so liegt der Ursprung doch woanders. Um 500 n. Chr. erbaute der Freie Ascilo, oder auch Eschilo genannt, seinen Hof im heutigen Ortsgebiet. Aus Eschilishoven wurde dann im Laufe der Zeit Eschhofen.

## Kultur und Sehenswürdigkeiten

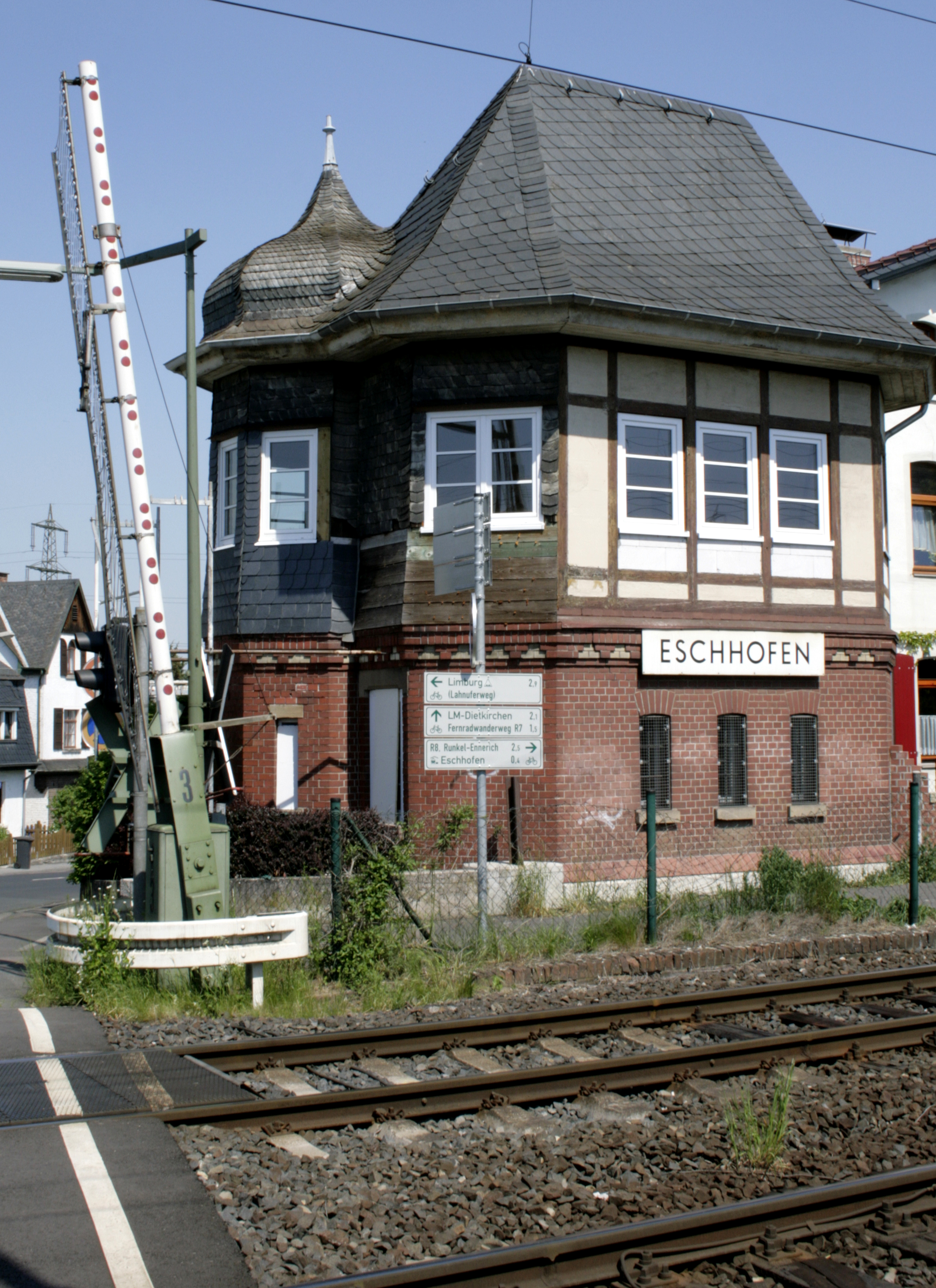
Bahnwärterhaus, Mühlener Straße 41

Auf dem Gebiet des Ortsteils Eschhofen befinden sich zahlreiche Kulturdenkmäler. Dazu zählen insbesondere:
- Katholische Kirche St. Antonius Eremita
- Katholische Kapelle St. Anna
- Bahnhof Eschhofen

### Vereine
- VfL Eschhofen e. V. 01/20 (Fußball, Tischtennis)
- TV Eschhofen 1904 e. V. (Turnen, Prellball, Handball, Faustball, Leichtathletik, Gymnastik)
- FCE - Fastnachtsclub Eschhofen
- Freiwillige Feuerwehr Eschhofen, gegründet 1901, und seit 13. Oktober 1975 mit Jugendfeuerwehr
- Verschönerungsverein
- Arbeitskreis Heimatpflege
- Vogel- und Naturschutzgruppe
- Natur- und Wanderfreunde
- Mundharmonikagruppe
- Rassegeflügelzuchtverein
- VdK-Ortsverband
- KAB-Ortsgruppe
- Katholische Frauengemeinschaft
- Seniorenclub
- Katholischer Kirchenchor „St. Cäcilia“
- Männergesangverein „Fidelio“

### Kirchengemeinden
- Der Kirchort gehört zur Pfarrei „Heilige Katharina Kasper Limburger Land (Sitz: Limburg a. d. Lahn)“
- Evangelische Kirchengemeinde

## Wirtschaft und Infrastruktur

### Verkehr

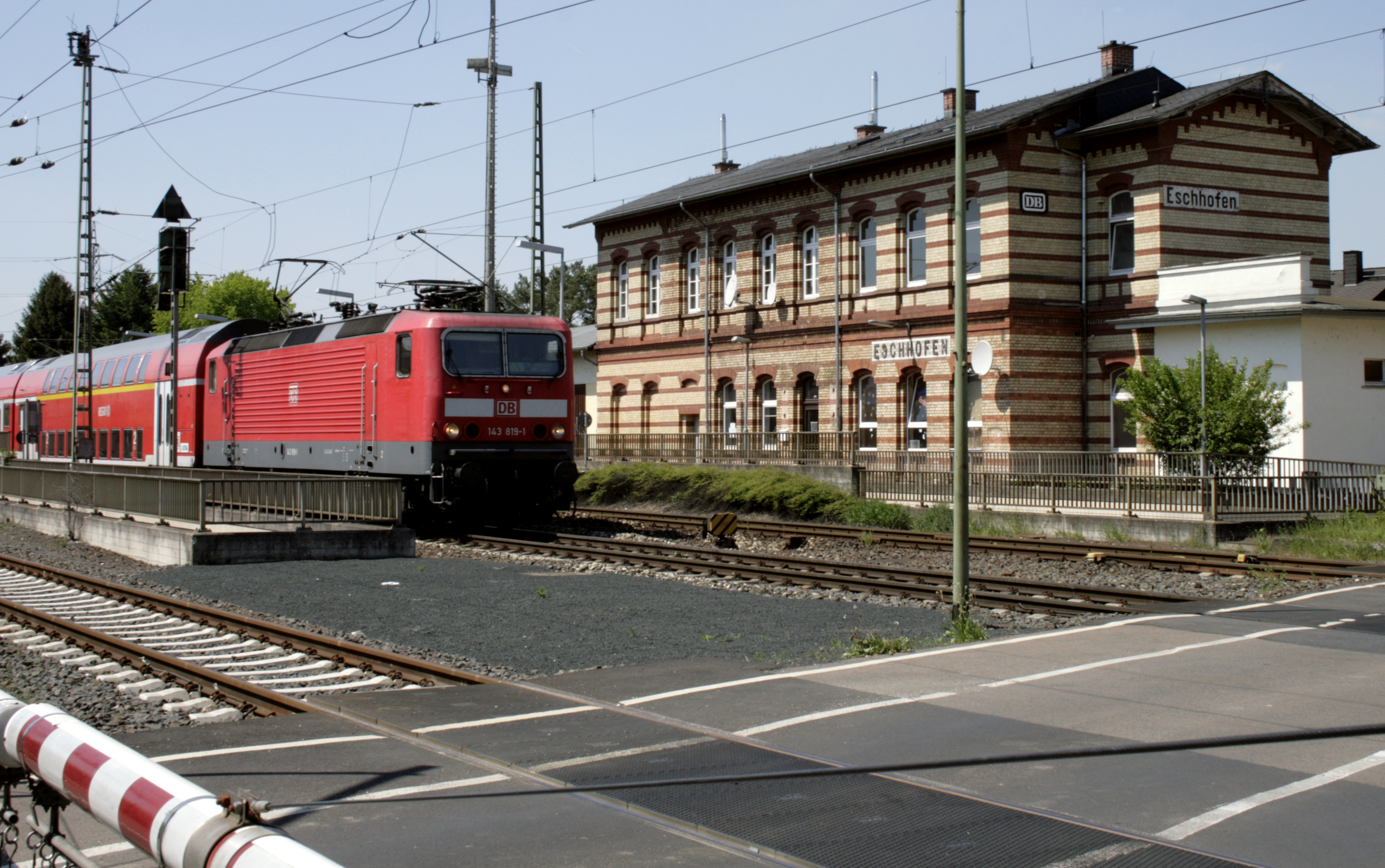
Bahnhof

Der Bahnhof Eschhofen, an dem die Main-Lahn-Bahn und die Lahntalbahn halten, ist ein regional bedeutender Bahnhof, insbesondere für Pendler mit Ziel Rhein-Main-Gebiet. Am Bahnhof stehen rund 300 Parkplätze zur Verfügung. Durch den regen Zugverkehr sind die beiden Bahnübergänge in Eschhofen täglich insgesamt rund acht Stunden geschlossen.
Die ICE-Stadt Limburg mit dem Bahnhof Limburg Süd befindet sich im Süden der Eschhöfer Gemarkung.
Hauptartikel: Nahverkehr in Limburg an der Lahn

### Öffentliche Einrichtungen

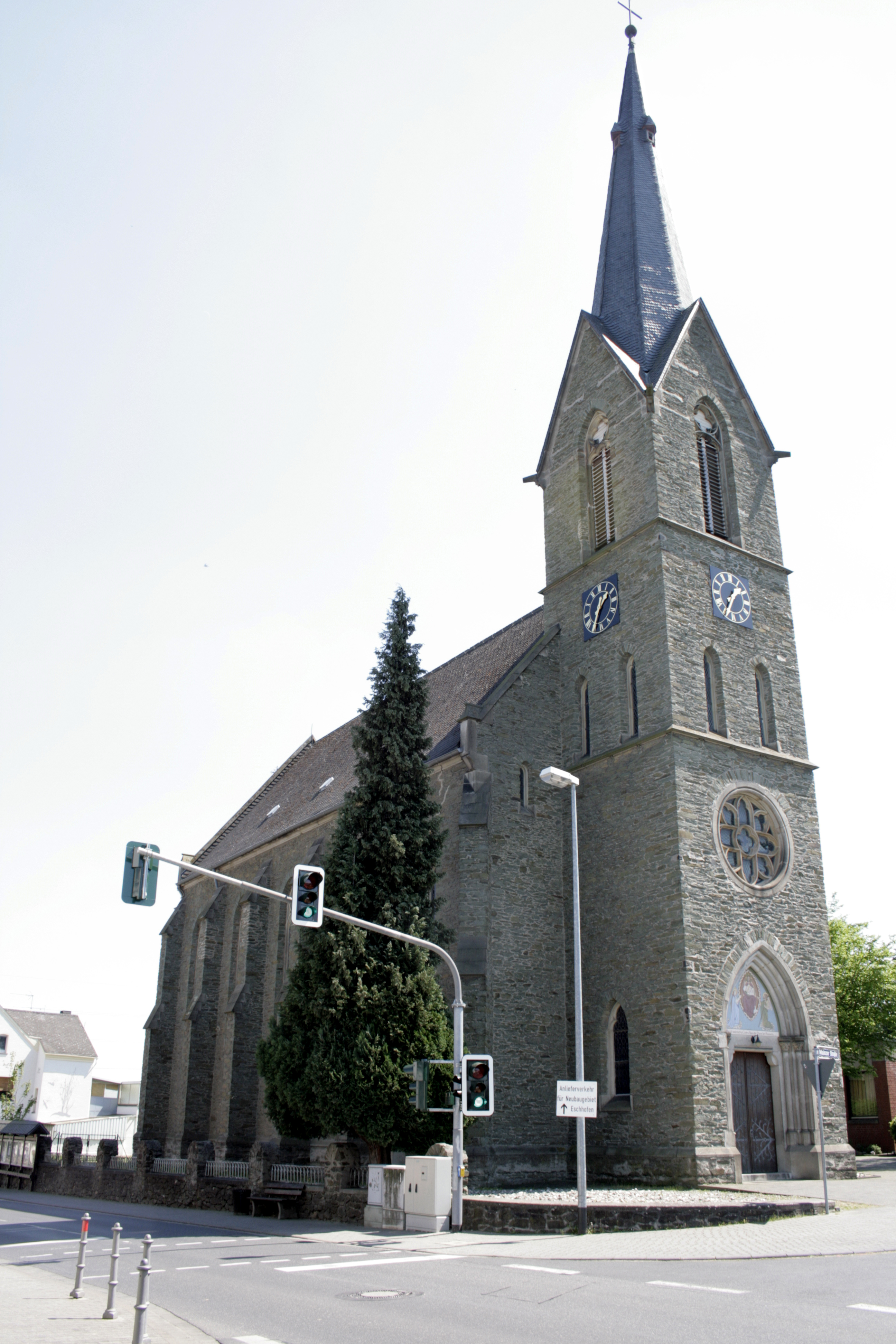
Kath. Kirche „St. Antonius“

In Eschhofen sorgt die Freiwillige Feuerwehr Eschhofen, gegr. 1901 (seit 13. Oktober 1975 mit ihrer Jugendfeuerwehr), für den abwehrenden Brandschutz und die allgemeine Hilfe.

#### Kirchengebäude
- Kath. Kirche „St. Antonius“ (1891 eingeweiht)
- Kath. St.-Anna-Kapelle

#### Kindergärten
- Katholischer Kindergarten
- Ökumenischer Kindergarten

#### Schulen
Grundschule (bis 4. Klasse) mit Begabtenförderung als Pilotprojekt des Hessischen Kultusministeriums

#### Sportzentrum
Zwei Sportplätze (Kunstrasen- und Rasenplatz), Faustballplatz und Sporthalle.

## Persönlichkeiten
- Georg Jung (Politiker, 1870) (1870–1922), hessischer Landtagsabgeordneter
- Georg Paul Brötz (1889–1959), Hauptlehrer, Ehrenbürger der Gemeinde Eschhofen und Träger des päpstlichen Orden „Pro Ecclesia et pontifice“ seit 1954
- Michael Köberle (* 1965), deutscher Politiker (CDU), seit 2019 Landrat des Landkreises Limburg-Weilburg
- Ikke Hüftgold / Matthias Distel (* 1976), Schlagersänger